# 小林よしのりの関連人物
本記事では漫画家の小林よしのりが、特に『ゴーマニズム宣言』以降において多く知られるようになった、他の人物との交友関係について解説する。

## 漫画製作関係

### アシスタント
山口豊実（バイオレンス・山口豊実）
『東大一直線』中盤のアシで、パーマ頭と三角眼鏡が特徴。作品のあちこちで極悪非道に描かれ、小林がウケをとるためにアシスタントや知り合いを醜く描いた最初の人物。
忌野重富（イマワノ）
山口と入れ替わりで入った名物アシで、『東大一直線』末期から『週刊少年マガジン』連載頃まで担当。20代後半なのに中年臭く、雰囲気が暗い。彼を主人公にした『鉄人28歳』なる読切も存在する。
大平かずお
やまだ浩一
広井英雄（チーフヒロイ）
『ゴー宣』などで今でも長く活動するアシスタント三人の中で一番の古株で、よしりん企画チーフアシ。アーノルド・シュワルツェネッガーを彷彿とさせるコワモテの容姿で、写真撮影が趣味。仕事においては大人で、危険を顧みない小林を諭すことも。『厳格に訊け! 』の名悪役、江呂井英雄や白井英雄のモデルで、『おぼっちゃまくん』でも嫌われ者の卑怒井くんとして登場。酒飲みだが、甘い物も大好きらしい。2007年に結婚していたことが明らかにされた。
時浦兼（トッキー）
よしりん企画アシ。北海道出身。中央大学文学部国文学科卒。かつては漫画オタク青年であり、手塚治虫に傾倒していた。また、ウルトラマンシリーズオタクでもある。コロコロコミック増刊号にSF作品「かがやけ!太陽のマユ」（第13回藤子不二雄賞佳作）掲載。『新・ゴーマニズム宣言』従軍慰安婦の章より、史料研究を一手に引き受ける。小林曰く「反左翼の鬼」。日本の戦争冤罪研究センター所長（「日本の戦争責任研究センター」のパロディ・機関としては存在しない）。これからわかる通り、よしりん企画一の博識である。よしりん企画のメシスタント（料理番）でもあり、小林は「トッキーより料理が上手い女が（よしりん企画に）来たことが無い」と語るが、スタッフには「先生は未だに（素人の）男の料理は食べない」とも。また安倍晋三やネット右翼を批判しており、国会の審議中に安倍が下痢のためトイレ中座した時には安倍を「下痢ピー」と呼んで痛烈に批判。なおその時安倍を支持するネット右翼により攻撃を受けるが返す刀でネット右翼にも強烈な批判を浴びせ、「おまえら、汚物にまみれても安倍を支持しろよ！」「順風満帆の今でも国会審議に耐えきれずにトイレ中座する下痢ピー安倍が、職務全うできるわけがない！ま、下痢ピーと心中しろや」などと反撃。更に安倍支持のネット右翼から文章に品がないという趣旨の文句を言われると「品が無いのは下痢ピーの難病患者なのに総理の座にしがみつきたい安倍晋三！身の程をわきまえる品格も謙譲の美徳もない、権力亡者の下痢ピー男をよくみんな賛美できるもんだ」とさらに追撃。その後、下痢ピーと呼ぶのは失礼だという趣旨の文句を受けるがそれに対しては「じゃあ“パンパース安倍”って呼ぼうか？　おそらくつけてるだろ、危機管理として」と言い返し、それに対して「パンパースは乳幼児用の紙おむつなのでつけられない。それはさておき発想が幼稚だね」との文句をつけられた。しかしそれに対して時浦は「あっそ。じゃあ「アテント安倍」でw しかし幼稚もなにも、現実的危機管理からいえばつけてるはずで、逆につけててくれんと困るわ」と切り返すなど見事な大立ち回りを見せた。
岡田征司（ポカQ）
よしりん企画アシ。『茶魔』連載初期から参加した、上記三人の中では一番の新参。幼少の頃、ヤクザの父親により孤児院に捨てられる。友人にバックドロップをかけて入院させた、洋式便器に腰掛けて便座を割った、最終学歴が中卒であることなど、そのユーモラスなキャラクターは、作中に欠かせない存在となり「ぼくのおとうさんになって!」というファンレターが来たこともある。それでも、本人は自分のことを、少年隊の東山紀之そっくりと思っていたと言う。『 - 差別論』がテーマの時期に、彼の悲劇的なエピソードも語られた。小林とは対称的にジャイアント馬場のファンで、馬場をモチーフにした芸術作品を作ることが趣味。戦争論シリーズの表紙に使われた「よしりん人形」は、彼の作品である。後述のカナモリ退社の頃に結婚。その後は、他のスタッフが取材などに出掛けているにも関わらず、妻と単独で行動することが多かったが、2008年に経済的な理由で離婚していたことが『ゴー宣』で明らかにされた。
畠奈津子（ナッちゃん）
父親の思惑に拠り、家族全員で「娘をぜひここに」とたっての願いでスタッフとして雇われた。福井県出身。最初はヤボったい田舎者だったが、僅か3ヶ月で絵の実力を上げ始め、ファッションセンスも良くなっていった。しかし、天下国家を考える人しか尊敬出来なかったため、スタッフになじめず1年10ヶ月で退職。その後、小林のシンポジウムで、父親が野次を飛ばしたこともあった。
（Sちゃん）
ミーハーな『ゴー宣』ファンで、よしりん企画に憧れ、熱心に小林を口説き落とし、スタッフとして雇われた。97年に上智大学を卒業し中国語がペラペラ。小林の役に立ちたいと入社したにもかかわらず、自分のエゴ優先で、逆に小林に甘えるばかりで、猫のような女とのこと。画力に難があり、3ヶ月で退職。

### 編集者
堀内丸恵
中野和雄
角南攻
久保雅一（クボちゃん）

### 編集・秘書
欄外のコメントは歴代秘書が執筆。金森由利子から岸端みなに替わった時、筆跡が変わる。
初代秘書
小林よしのりの最初の秘書。本名不明。
末永直海（ピャーポ）
2代目秘書。1986年〜1994年まで8年間、アシスタントとして事務所の掃除、賄いを担当。90年から正式な秘書となり『おぼっちゃまくん』や初期『ゴーマニズム宣言』のブレーンをつとめる。
金森由利子（カナモリ、ゆりぴゅ-）
3代目秘書。岐阜県出身。「巨大になった「ゴーマニズム宣言」をバックボーンの面で支えきれなくなり、もっともふさわしい、政治に強い後任の秘書を探し、思いを託す。」（末永）
美大卒で、卒論で「小林よしのり論」を描くのがきっかけで、よしりん企画に出入り。卒業時、一流企業に内定していたが、小林に引き抜かれ、そのまま秘書見習いから二代目秘書となる。
美人秘書として親しまれ、小林が「自分で育てた」とだけあって、文章も達筆な上に絵も描くようになり、『ゴーマニズム宣言』の構成や『ゴーマニズム宣言』の表紙（旧『ゴー宣』4〜7巻・新『ゴー宣』1・4〜9巻の表紙での『よしりんアート』）や単行本での簡単なマンガを描く一方で、脱正義論の「カナモリ日記」などの文章も書き、「言葉の女」と評される。
体力的に限界を迎えた、親孝行をするため、などの理由から10年間の勤務を終えて退社。従軍慰安婦問題辺りまでは小林と歩調が合っていたが、イラク戦争が開戦してから反米路線をとる小林と合わなくなったという説がある。
岸端みな（みなぼん）
4代目にあたる現在の秘書。静岡県出身。カナモリが退職する前後によしりん企画へ履歴書を送り、面接の結果、採用が決まる。彼女の採用以降、小林と新秘書との軽快なやり取りが描かれるようになった。
小林曰く加護ちゃんのような性格。事務処理能力は歴代最高とされ、入社1ヵ月でスタッフに溶け込む。入社当初は大学4年生だったので、毎週土曜だけ関西の大学にトンボ返りしていた。秘書の仕事を優先して留年し、中退も覚悟したが、小林に「新幹線代はわしが持つから卒業しろ!」と言われ、翌年卒業。
カナモリには「大学やめて働け!」と作中で言い、「この仕事に学歴は不要」という持論は統一しているが、秘書はアシスタントのような「特殊技能者」と違うこと、将来自分の元を去った時の「保証」として学歴を持たせた方が良い、と判断したようだ（ゴー宣・暫2収録「このわしを見よ！」より）。
「便通がよくなりそうな名前の車」(メルセデス・ベンツ)の運転手も勤める。
口癖は「あははは、あははは、おかしー!」。

## 知人
甲斐よしひろ（ミュージシャン）
小林と小学、中学、高校の同期生だったこともあって、親交が深い。ただし学校で一度もクラスが同じになったことが無い。高校時代に二人ともだまされて無線部に入る。甲斐は地方公演先でたまたま立ち読みした「ジャンプ」掲載作品の著者の中に、かつてのクラスメートの名を見つける。それが『ああ勉強一直線』だった。
秋本治（山止たつひこ）（漫画家）
- 「ジャンプ」では小林の方が三ヶ月早くデビューしているが、双方同期と認め合っている。
- 当時は小林も秋本も、担当が同じ堀内丸恵だった。
- 『東大一直線』にも背景の落書きで、秋本と甲斐に呼びかけるシーンが多数登場。
- 『東大一直線』『こちら葛飾区亀有公園前派出所』の第一巻の巻末文は、それぞれお互いが担当。
- 『東大一直線』と『こち亀』でコラボレーション漫画を執筆したこともある（3回、それぞれ『こちら葛飾区亀有公園前派出所 下町奮戦記』『Kamedas』『Kamedas2』に収録。これについては『東大一直線』参照）。
- 『こち亀』で『おぼっちゃまくん』の茶魔語「ともだちんこ」「ともだちんこ返し」が登場（第188巻「平和サンタの巻」、第191巻「ハリウッドプロデューサーの巻」）。
- 初期の『こち亀』に登場するチャーリー小林というキャラクターは小林がモデル。
- 単行本百巻記念の『Kamedas』、連載30周年記念の『超こち亀』にも小林が寄稿している。
- 後にわしズムにて、秋本との対談を掲載したほど。

勝新太郎（俳優）
父の影響もあってファンであり、『ゴー宣』番外編シリーズ『聖人列伝』にて彼との対談が掲載され、後に『新ゴー宣』単行本にも収録された。
浅羽通明（評論家）/呉智英（評論家）
最近はたまに登場する程度だが、『ゴー宣』初期からの良き対談相手である。
浅羽通明が企画し、呉智英が教鞭をとる論語講座「以費塾」の受講者募集の知らせが時々『ゴー宣』の欄外に載ることがある。
大月隆寛（民俗学者、評論家、元新しい歴史教科書をつくる会事務局長）
『ゴー宣』初期からの対談相手であり、つくる会に共に加入したが、その後大月が個人的なトラブルからか小林より先に退会。その後、大月は小林の主張に対しても批判的な態度に出るが、小林は「（大月を）本気で叩く気になれない」と受け流している。しかし小林の元盟友であったことを強調していることについては（これは事実ではあるが）、後にSAPIOに掲載された『ゴー宣』の欄外にて、アシスタントの時浦と思われる筆跡で批判し、自分の名前を出すことについては牽制していた（ただし単行本収録の際には、その文は削除されている）。
本日の雑談3では、「大月は2chが出てきたからゴー宣は終わりだ、とか言っているが、そういう媚びたことを書いた結果、当の2chからは「媚びるな！」とボロクソ書かれている」と語った。
本多勝一（ジャーナリスト）
『噂の眞相』と対決姿勢をとっていた頃、同誌に連載を持っていながらも小林に対しては同情的であった本多が編集委員を務める『週刊金曜日』に「よしりん仮面」と題して短期連載を行った事がある。しかし後に本多とは南京大虐殺を巡る主張や態度などから敵対することになる。
宮崎哲弥（評論家）
テレビ番組等で共演する機会が多く、その宮崎とは死生観や小泉内閣の推し進める構造改革路線などを巡って意見が対立、厳しく批判しあう面もあるが、一方で選択的夫婦別姓論に批判的な宮崎の主張にも一定の理解を示すことも多い。
一時は、論争が感情論にまでなっていたが、いつからか宮崎がわしズムに長期連載し、『戦争論3』に一定の評価を示し、対談も行った。
『ゴー宣』で宮崎を批判すると、すぐ宮崎から釈明のメールが届く。
『朝生』『そこまで言って委員会』などで、「これは小林よしのりが主張していることですが」という枕で、小林の意見を引用することが多い。
田原総一朗（ジャーナリスト）
田原が朝まで生テレビの司会を担当する関係などで度々共演し、対談本『戦争論争戦』も出している。この対談本に顕著であるが、論客としては互いに評価をしながらも、歴史観が一致することはほとんど無い。司会者としての力量に一定の評価はしながらも、戦後民主主義に肯定的な立場の田原に対しては概ね批判的であり、その戦後民主主義を推し進めているはずの田原が、“いいか!”などの軍国主義的な態度の発言を多発したりするのは異常だ、とも批判している。なお、いいか！と『サンデープロジェクト』で、高市早苗に対し怒鳴りつけたことに激怒、作中で痛烈に批判した結果、二度目の対談が行われた（『新・ゴーマニズム宣言』12巻に収録）。
西部邁（評論家、秀明大学学頭、元新しい歴史教科書をつくる会理事）
初期の『ゴー宣』で小林は評論家西部邁の「漫画なんて家系の恥」旨の発言に対して激怒し、その報復として西部を作中で徹底的にこき下ろしていたが、連載を進めていくうちに西部の主張に理解出来る点が多々あることに気付いて後に和解しがっちりと握手を交わした。その後は西部と共にシンポジウムに出演や対談本を出すなどに至り、そこから『本日の雑談』シリーズの創刊に発展。
ところが、『論座』2006年5月号の西部と八木秀次の対談のごく短い記録によると、小林と西部は何らかの問題により再び疎遠になったようである。実際、『本日の雑談』は2〜3ヶ月に一巻程度のペースで出版されていたが、2005年10月発刊の第8巻を最後に途絶え、2006年5月に第II期と称して西部と弘兼憲史の対談による9巻が出版されている。また、『わしズム』においても、2005年11月5日発売の「2005年秋号」を最後に2006年2月13日に発売された「2006年冬号」から、西部の連載は途絶えている。この期間に行なわれたのは、小林よしのりの白内障の手術だが、それに関連しているのではないか、という推測もされている。かつて握手した頃、小林は西部から「自分はあと10年で死ぬ、だから好き放題描いてよい」とどぎつい激励を受けたことを披露し、西部さんだけは、わしがどう描いてもバランス感覚を失わなかった、と賞賛していた。また西部も、『ゴー宣』の特徴である、知識人をデフォルメする描写が最近少ないので、もっとやって欲しいと「本日の雑談」で要望する関係だった。果たしてそれから本当に10年を迎える2006年初頭を待たずに、西部曰く「残念なことに」別の道を歩くことを二人は選択したようである。
その経緯について二人ともに一切公の場に記述はしていない。批判を行なうでもなく、作中に一切名前を出さないほどの無視をするわけでもないという、読者には理解しがたい状況となってしまっていた。『論座』2007年2月号の小林と同誌編集長薬師寺克行の対談において薬師寺の「西部さんとは何で決別したのか」との問いに「西部さんと付き合っていたら、知識人にならなきゃいけないから、距離を置かないと自分が危うくなる」とコメント。主にギャグ漫画に重点を置き始めたようである。なお現在は、西部邁の新書『核武装論』で、『ゴー宣・暫』の小林よしのりの岡崎久彦批判に、全面同意する形で引用され、その後、SAPIO 9月26日号「ゴーマニズム宣言」では、上品なタッチで西部邁の似顔絵と発言が登場した事から、仲たがいという関係ではないと思われたが、正論1月号で、中島岳志と小林よしのりの仲裁に入ったと見られる西部論文に対し、2月号で、西部の史料検証の杜撰さと、論理の低下を主張し、激しい反論を行った。
福田和也（文芸評論家）
『ゴー宣』初期から縁があるが、福田の主張に対しては批判的な態度を取る事が多く、福田とも親交が深い西部はそのことで頭を痛めることがあり、一度はこの三人に佐伯啓思を加えたメンバーによる対談本（『国家と戦争』）を出版するが、その後も福田に対する批判を行う事は少なくない。特に福田がイラク戦争勃発間もない頃にアメリカに対して「心して畏怖せよ」的な発言を行ったことには、福田をチワワに見立てて描いて手厳しく批判している。その一方で、福田が核武装に肯定的な主張をしていることに対しては、「その勇気に敬意を表する」とも書いている。小林自身も、『SAPIO』2006年12月27日/1月4日号以降、日本の核武装を主張している。
渡部昇一（評論家）
いわゆる「親米保守派」の大御所。戦前の日本のあり方に関して少なからぬ意見の食い違いはあるものの、原爆投下はホロコーストと同等の戦争犯罪との認識を共有しており、反米精神を貫くことへの重要性を認識している点では一致している。小林も「意見の食い違いがあっても、そこからお互い切磋琢磨し合えばそれでいいのだ」と語る。
現在では渡部の名前こそ出さないものの『ゴー宣・暫』で靖国神社や東京裁判を取り上げる際、明らかに一致した視点で、「東京裁判史観」の批判をした内容を寄稿している。『SAPIO』2006年10/11号の『ゴー宣・暫』の欄外のコメントに「親米保守は毛利家の徳川幕府に対する精神的な構えがない」と渡部の言葉を引用している。
しかし2012年現在、女系天皇問題、原発問題での認識の違いにより対立している。
金美齢（台湾独立運動家）
台湾独立派の筆頭人物の一人で後に中華民国総統府国策顧問となった金美齢とは『朝まで生テレビ!』などで共演する機会が多かったことから、対談本を出したり、小林に台湾入国禁止令が出た時に金が陳総統と共にそれを解除せんと動いたほどの関係になっている。ただし、台湾があまりにも自国の力だけで自主独立を保つのは困難な現状とはいえ、金のアメリカへの依存志向に対しては批判的であるが、「今の台湾の状況下では仕方ない。」と、一定の理解も示している。
新しい歴史教科書をつくる会
創設者の西尾幹二と台湾を巡る認識の相違に端を発し、その後の9・11を契機に、同会を「親アングロサクソンのポチ」と徹底的に批判している。前述の西尾や藤岡信勝、支持組織であるキリストの幕屋などに対して激しい批判を加えている。また、西尾が繰り返している皇太子徳仁親王、皇太子徳仁親王妃雅子夫妻に対する誹謗とも受け取れる言説（廃太子・皇籍離脱、秋篠宮文仁親王への譲位論）を激しく批判。「まるで、他人の家のゴミ箱を漁る様な浅ましい行為」と喝破している。しかし元会長の八木秀次、理事の高森明勅に関しては「3人の子供を育てている立派な父親」と絶賛。高森も自身が司会をつとめるチャンネル桜の番組でも度々小林の言説を引用するなど、お互いを評価しあう関係であり、現在でも良好な関係を保っている。両者は『わしズム』でも連載を抱えていた時期があり（高森はその後も連載を続けていたほか、八木も皇室問題を巡る方針の相違で小林と決裂するまで同誌の座談会の常連であった）、小林は八木に対し「辞めてしまえ」と勧めていたが、八木は2006年4月に退会。他には高橋史朗（教育学者、元副会長）など。
宮台真司（社会学者）
『ゴー宣』にて援助交際肯定論者の一人として批判の対象とし、「ハゲている」と揶揄したことのある宮台真司とは『朝まで生テレビ』以外で直接長く話す機会はなかったが、小林が反米論に移行した時期から意見が近づき、『わしズム』Vol.12「特集・天皇論と家族論」で、宮台の家族論を掲載し、その後、宮台真司×宮崎哲弥の『サイゾー』の連載対論「M2」で沖縄問題を扱った際にゲストとして参加したときには、「（宮台と）楽しく話せたことがまた、新鮮だった」「沖縄についてどんな問題意識があるのか、彼からもっと聞いてみたかった」と話している。2007年6月には、ビデオニュース・ドットコム内の『マル激トーク・オン・ディマンド』にて哲学者の萱野稔人（津田塾大学准教授）を交えての鼎談を行った。この模様は同チャンネルにて無料公開されている。小林は宮台を「強者に従うという現実主義でもなく、理想主義にも陥らない、理想主義的現実主義を模索しているのだろう」と評し、宮台は小林に「つくる会系のバカ右翼ではない、本物の土着右翼であって欲しい」とする。
三浦瑠麗（国際政治学者）
2015年から『朝まで生テレビ!』等で度々共演している三浦瑠麗とは、グローバリズムに関する見解で意見が食い違うが、『SAPIO』の企画で対談したり、天皇陛下の譲位問題や皇位継承問題で『ゴー宣道場』に招くなど良好な関係であった。小林も「三浦瑠麗は『リベラル』と言っても、サヨクではない」「皇位の問題ではリベラルであるにも関わらず、しっかり尊皇的な見解を述べてくれる、ありがたい存在である」と評した。しかし、2017年頃から小林は、三浦が安倍政権を擁護しているとして、「三浦瑠麗は『自由』を脅かす権力の側に付いているのだ。あれはリベラルではない。劣化保守の擁護者だから騙されてはいけない」と態度を一転させ、『SPA!』でも三浦をこき下ろした。2020年3月、東浩紀主催の『ゲンロンカフェ』のゲストとして約2年半振りに顔を合わせた2人は、新型コロナウイルスに関して、リベラルが私権の制限を求めている問題で見解が一致。「三浦瑠麗はコロナの件ではいいことも言っている」「三浦瑠麗がテレビで医師会の嘘を暴いたそうで、見直した。立派に育ったな」と評した。その後、『コロナ論3』や『よりしん十番勝負』の対談ゲストとして三浦を迎え入れ「これからはブスに描かないことに決めたんだよ」「今はこの極限状況の戦争を闘った戦友ですよ」と話している。
古賀誠（政治家、衆議院議員、自民党選対委員長、元自民党幹事長、宏池会会長）
『わしズム』Vol.5で対談を行なったのを皮切りに、シンポジウムや講演会などでたびたび席を共にしており、新自由主義経済政策に対する反対から「真の保守政治家」として小林は支持していた。しかし古賀は、言論弾圧やメディア規制に対する懸念から批判が根強い人権擁護法案推進派であったりと（2005年、2008年に通常国会提出断念）、歴史観や思想面で真正保守とはいいがたい点があるとされ、「真の保守政治家」と絶賛し支持する小林の姿勢を疑問視する声もある。その後、「SAPIO」誌上で、人権擁護法案への反対を表明し、業田良家の人権擁護法案反対のマンガを、『わしズム』Vol 15に掲載した事で、古賀と飛行機で会った際にはぎこちない会話になったとされる。その後、古賀が靖国神社に祀られているいわゆる“A級戦犯（昭和殉難者）”の分祀論（神社側は教義上不可能であると一貫して主張）を展開したことから、古賀との関係悪化は決定的なものとなる。
- ほか政界には石破茂、松山政司、高市早苗（4人とも自民党所属）などがいる。

## 他の関連人物
- ※は対立・敵対しているか、またはかつて対立していた人物。
- 『わしズム』執筆者は重複が多いため、名前のみ挙がっている人物は『わしズム』側に集約しているのでそちらを参照。

### 漫画家
- 二階堂正宏
- 長谷川法世
- 畠奈津子 （元よしりん企画スタッフ）※
- 畑中純
- やまだ浩一（元アシスタント）
- 山野車輪

### あ行
- 青木理 （ジャーナリスト）※
- 青山吉伸 ※
- 麻原彰晃 （宗教家）※
- 雨宮処凛 ※
- 有本香　（ジャーナリスト）※
- 井沢元彦 （作家）
- 伊藤詩織
- 上杉聰 （関西大学教授、日本の戦争責任研究センター長）※
- 江川紹子 （ジャーナリスト）※
- 大谷昭宏 （ジャーナリスト）※
- 大原康男
- 岡田晴恵 （感染症専門家）※
- 岡留安則 （元「噂の真相」編集長）※
- 小川榮太郎 （文芸評論家）※

### か行
- KAZUYA（YouTuber、小林の影響を受けていることを公にしていたが、現在は小林に対して強い非難を行っている（小林もKAZUYAを非難している）。）※
- 加藤紘一 ※
- 川田龍平 （HIV訴訟原告）※
- 香山リカ（精神科医） ※
- 城内実 （衆議院議員）
- 木村三浩（新右翼）
- 木村もりよ
- クニオ・ナカムラ （元パラオ共和国大統領）
- 小林節 （憲法学者） ※
- 小堀桂一郎（当初は比較的懇意な関係にあったが、後に渡部昇一などの言論人と共に、皇室問題などに関する意見の相違から現在は疎遠になっている）※
- 小森龍邦 （元衆議院議員、元部落解放同盟書記長）

### さ行
- 斎藤貴男 （ジャーナリスト）※
- 蔡焜燦 （台湾人実業家）
- 桜井誠（在日特権を許さない市民の会 前会長、小林をTwitterで「パチロリ」と呼んで罵倒していたことがあった[注 1]）※
- 櫻井よしこ （ジャーナリスト）※
- 佐高信　※
- 佐藤優（文筆家）※ 詳しくはこちらを参照
- 上祐史浩 ※
- 辛淑玉 ※
- 絓秀実 （文芸評論家）※
- 鈴木邦男 （新右翼）※

### た行
- 滝本太郎 （弁護士）※
- 宅八郎 （おたく評論家）※
- 竹内義和 （評論家、ラジオパーソナリティ）
- 竹田青嗣 （哲学者、明治学院大学教授）
- 竹田恒泰 （作家）※
- 田中康夫 （作家、前長野県知事、新党日本代表） ※
- 玉川徹 （テレビ朝日社員）※
- 田母神俊雄 （元航空自衛官、前航空幕僚長） ※
- 陳水扁 （前台湾総統）
- 津田大介 （ジャーナリスト） ※
- ツルシカズヒコ（靍師一彦） (元『SPA!』編集長) ※

### な〜は行
- 中島岳志 （政治学者） ※
- 西浦博　（医師） ※
- 西村幸祐 （ジャーナリスト）
- 西村修平 （主権回復を目指す会代表） ※
- 西岡昌紀 （医師） ※
- 新田均　（歴史学者） ※
- 橋爪大三郎 （評論家、東京工業大学教授）
- 花田紀凱  (保守系言論誌『月刊Hanada』編集長) ※
- 橋下徹 （弁護士、元大阪府知事・元大阪市長）※
- はすみとしこ（漫画家） ※
- 長谷川三千子（埼玉大学教授）
- 久田将義（編集者）※
- 百田尚樹 （構成作家、小説家）※
- 藤井厳喜 （国際問題評論家）
- 古市憲寿 （社会学者）※
- 古谷経衡 （評論家）※

### ま〜わ行
- 前田日明 （プロレスラー[注 2]） ※
- 町山智浩 （映画評論家） ※
- 松本謙一 （元つくる会東京支部長。つくる会のシンポで小林に野次を飛ばした） ※
- 水島総 （チャンネル桜取締役）※
- 三橋貴明 （経済評論家、作家）
- 村本大輔 （お笑い芸人、ウーマンラッシュアワー） ※
- 目取真俊 （小説家） ※
- やくみつる（漫画家） ※
- 谷田川惣 （自称コラムニスト、元評論家／著述業） ※
- 山尾志桜里 (立憲民主党所属衆議院議員)
- 山形明 ※
- 山口二郎 （政治学者） ※
- 山口敬之 ※
- 山崎行太郎 （評論家） ※
- 李登輝 （元台湾総統）
- 柳美里 （小説家） ※
- 吉田豪 （ライター）※
- 吉本隆明 （詩人、評論家） ※
- ワタナベ・コウ（イラストレーター、コラムニスト） ※
- 渡邊直樹 (ジャーナリスト) （『SPA！』連載時代の編集長）